# Windfahne (Leichlingen)
Windfahne ist eine Ortslage in der Stadt Leichlingen (Rheinland) im Rheinisch-Bergischen Kreis. 

## Lage und Beschreibung
Windfahne liegt im Bereich zwischen der ehemaligen Trasse der Landesstraße L288 und der Straße Bremsen unmittelbar südöstlich angrenzend an das größere Unterschmitte. Der Name Windfahne, der in der ersten Hälfte des 20. Jahrhunderts noch eigenständig liegende Ortschaft, ist im Bewusstsein der Bevölkerung mehrheitlich nicht mehr vorhanden.
Weitere benachbarte, wie Windfahne zumeist die in westliche Vorstadt Leichlingens aufgegangene Orte sind Kellerhansberg, Scheeresberg, Kaltenberg, Brückerfeld, Bremsen, Zwei Eichen, Altenhof, Bockstiege, Pastorat und Bahnhof.

## Geschichte
Windfahne lag etwas zurückgesetzt östlich der Sandstraße, einer Altstraße von Aufderhöhe nach Opladen. Die Leichlinger Gemeindekarte von 1830 zeigt den Ort unbeschriftet. Auf der Ausgabe 1893–95 des Messtischblatts Solingen der amtlichen topografischen Karte 1:25.000 ist der Ort beschriftet eingezeichnet, die folgenden zeigen ihn unbeschriftet.
Ab Mitte des 20. Jahrhunderts schlossen sich die Lücken in der Wohn- und Gewerbebebauung mit den benachbarten Wohnplätzen und Windfahne wurde Teil der westlichen Vorstadt Leichlingens.